# إندونيسيا في الألعاب الأولمبية الصيفية 2016
نافست إندونيسيا في دورة الألعاب الأولمبية الصيفية 2016 في ريو دي جانيرو، البرازيل، من 05-21 أغسطس 2016.
وكان هذا الظهور الخامس عشر للبلاد في دورة الألعاب، بعد غابت في تنافس في دورة الألعاب الاولمبية الصيفية 1964 في طوكيو ودورة الألعاب الاولمبية الصيفية 1980 في موسكو بسبب الحرب السوفيتية في أفغانستان.
اللجنة الرياضية الوطنية الإندونيسية أرسلت حوالي 28 رياضيا، 16 رجلا و 12 امرأة، لدورة الألعاب، وتنافس في 7 رياضات.